# Demografia da Bósnia e Herzegovina
A Bósnia e Herzegovina possuí uma uma população de 3 milhões de habitantes e uma densidade demográfica de 69 hab./km².

## Dados demográficos
População Total: 3.511.372 habitantes, de acordo com o censo de 2016.
Grupos Étnicos: Existem três grupos étnicos na Bósnia e Herzegovina, os bósnios, que representam 50,11% da população, os sérvios, que representam 30,78% da população, e os croatas, que representam 15,43% da população. Outros grupos étnicos representam apenas 2,73% da população.
Religião: Cada um dos três principais grupos étnicos é adepto majoritariamente a uma religião específica. Os bósnios são muçulmanos, os sérvios são cristãos ortodoxos e os croatas são, majoritariamente católicos romanos. Adeptos de outras religiões, agnósticos e ateus somam pouco mais de 3% da população.
Idioma: Refletindo a divisão dos grupos étnicos no país, os idiomas presentes na Bósnia e Herzegovina são o bósnio, o sérvio e o croata, sendo estes os mais utilizados, tendo em vista que o país não possuí idioma oficial. Ainda são encontrados falantes de albanês, montenegrino, tcheco, italiano, húngaro, macedônio.
IDH: 0,710 (alto).

## Pirâmide etária
Grande parte da população do país está na faixa etária de 25 a 54 anos, o que tende a agravar a já preocupante situação de declínio populacional.
| Faixa etária | % da população |
| ------------ | -------------- |
| 0-14         | 13,24%         |
| 15-24        | 11,26%         |
| 25-54        | 45,51%         |
| 55-64        | 14,95%         |
| 65 ou +      | 15,04%         |

## Maiores cidades
A principal cidade do país é a capital Sarajevo.